# Saint-Vincent-le-Paluel
Saint-Vincent-le-Paluel é uma comuna francesa na região administrativa da Nova Aquitânia, no departamento Dordonha. Estende-se por uma área de 6,86 km². Em 2010 a comuna tinha 289 habitantes (densidade: 42,1 hab./km²).